# Néstor Buinitsky
Néstor Aloiziyevich Buinitsky (ruso: Нестор Алоизиевич Буйницкий, 1863–1914) fue un ingeniero militar ruso, profesor de fortificación, inventor y Teniente General.

## Biografía
Néstor Aloizevich Buinitsky nació en San Petersburgo, Imperio ruso. Estudió en la 2.ª Escuela Militar de San Petersburgo, y se convirtió en ingeniero militar, tras graduarse de la Universidad Militar de Ingeniería Técnica, en 1889. Sirvió como ingeniero militar en la fortaleza de Osowiec, donde ayudaría en la construcción de edificios fortificados durante cuatro años.
En 1893 Buinitsky comenzó a enseñar sobre fortificación en una universidad nativa, y se convirtió en profesor. Cooperó con revistas de ingeniería militare y artillería, así como el Diccionario Enciclopédico de Brokgauz-Efron, la Enciclopedia de Ciencias Militares y Marinas y la Enciclopedia Militar.
En 1909, se convirtió en miembro del comité de ingeniería, supervisando la creación de fortalezas. Sus estudios avanzados tienen un gran valor para el desarrollo de fortificaciones rusas, por ejemplo, fue el defensor de la creación de sistemas integrados de fortificación. Buinitsky era conocido como un gran experto en fortificación, pero también era un escritor talentoso.
Murió en diciembre de 1914.